# African-American Film Critics Association Awards 2010
Na 8. ročníku udílení  African-American Film Critics Association Awards se předaly ceny v těchto kategoriích.  

## Vítězové

### Žebříček nejlepších deseti filmů
1. Sociální síť
2. Králova řeč
3. Počátek
4. Černá labuť
5. Night Catches Us
6. Fighter
7. Frankie & Alice
8. Blood Done Sign My Name
9. Snížit se
10. For Colored Girls

### Další kategorie
- Nejlepší herec: Mark Wahlberg – Fighter
- Nejlepší herečka: Halle Berryová – Frankie & Alice
- Nejlepší režisér: Christopher Nolan – Počátek
- Nejlepší film: Sociální síť
- Nejlepší scénář: Tanya Hamilton – For Colored Girls
- Nejlepší herec ve vedlejší roli: Michael Ealy – For Colored Girls
- Nejlepší herečka ve vedlejší roli: Tanya Hamilton – For Colored Girls